# Adlercrona
Adlercrona är namnet på en utdöd svensk adlig ätt som hade nummer 868 på Svenska Riddarhuset. Släkten de Flon var inflyttad från Frankrike. 

## Johan Adlercrona
Johan Adlercrona (född Constant de Flon) var en betydande affärsman, långivare, samt hade av den Svenska kungen (Karl XI), till uppdrag att stärka och främja handelsförbindelserna mellan Frankrike och Sverige. För sina framgångar (lån till kronan) blev han adlad men tappade snabbt i gunst när han valde att befinna sig i Frankrike istället för Sverige.
Johan de Flon var bland de som startade det kungliga tjärhovskompaniet i Stockholm och inbringade kronan, och sig själv, ansenliga summor pengar[källa behövs]. I december 1674 blev han adlad med namnet Adlercrona och 1675 introducerades i riddarhuset som ätt 868 för att ha gjort kronan "ansenliga försträckningar". Senare under 1670-talets mitt föll han i onåd hos kungen då denne fann Adlercrona, då i Frankrike, alltför influerad av Frankrike och kungen anklagade Adlercrona för att inte se till den svenska kronans bästa. Han blev därför hemkallad till Sverige[källa behövs].
Kungens beslut kan ha varit influerat av De La Gardie, som inte såg med blida ögon på det faktum att Johan Adlercrona åtnjöt den franske kungens (Ludvig XIV) gunst och genom honom fick ansenliga intäkter[källa behövs]. Adlercrona dröjde nästan tre år med sin återkomst till Sverige. Under denna tid höll han sig a jour genom sina kontakter och vänner i Sverige. Väl tillbaka i Sverige fråntogs han sina gods och ekonomiska tillgångar av Karl XI. Hans fru fick behålla en symbolisk summa pengar och juveler.
Johan Adlercrona hade inga barn som kunde föra ätten vidare så när han dog ca 1687 dog även den adliga ätten ut. Adlercrona testamenterade vid sin död släktnamnet Adlercrona och sina pengar till sina brorsöner i Storbritannien[källa behövs].
Efter hans död flyttade hans fru till Dublin, Irland och gifte där om sig. Enligt osäkra källor lämnar hon med den nya mannen efter sig barn som titulerar sig "Adlercron"[källa behövs].

## Ursprung
Enligt nu levande släktingar är den äldsta kända anfadern Jean Constant de Flon, troligen född ca 1570-1580 i trakten av Bordeaux i Frankrike. Han ska vara Johan Adlercronas farfar. Inga kända dokument eller källor finns som bekräftar hans födelse eller död, Genom egna släkten har uppgifter om familjens ursprung förts vidare genom leden.
Jean Constant de Flons fru Maria de Besche invandrade till Sverige under tidigt 1600-tal.
Maria de Besche dotter till Gilius Wilamsson de Besche och hans hustru Helena. Maria, som efter sin mans död, tog deras barn till sin släkt i det protestantiska Sverige. Jean de Flon hade tillsammans med Maria de Besche tre barn:     
- Gilius Constant de Flon[1] - född omkring 1605 - död 1669 Lotorp, Risinge församling Östergötland. Far till Johan Adlercrona.
- Constans de Flon - född ? - död 1685 Norrköping - Gift med Helena Hungers
- Catharina de Flon - född ? - död 1666 - gift med Pierre Granatenfeldt Granatelfelt

Alla har sedan påträffats i bl.a. mantalsuppgifterna i Norrköping.
Gilius Johansson (de Flon) var gift med Anna Maria (Thierry?) död 1678 Stockholm. Gilius uppförde 1635 Lotorps stångjärnshammare i Finspång Östergötlands län. Bruket brann ned till grunden två gånger, den första 1636 och den andra 1638, bruket återuppfördes dock båda gångerna[källa behövs]. Gilius avlade 18 februari 1637 formell borgared i Norrköping och var under följande år den största skattebetalaren med en årstribut av två skålpund järn [källa behövs].
Deras barn:
- Jean (Johan) Adlercrona de Flon - född 15 september 1633 i Lotorp Risinge? - död 1687 Södermalm Stockholm - gift med Marie de Saincte Julien.
- Maria de Flon - född 10 februari 1636 i Lotorp Risinge - död 1661-12-17 - gift med Jakob Kijl,
- Gilius de Flon - född 12 september 1637 i Lotorp Risinge - död 26 mars 1688 i Lotorp Risinge - gift 1662-08-10 med Anna Frumerie,
- Vilhelm de Flon - född 24 september 1640 i Lotorp Risinge - Död ?
- Petter de Flon - född 25 oktober 1645 i Lotorp Risinge - död 1695 Stockholm - gift med Magdalena Brulau.

Gilius de Flons mor Maria de Besches dotter Magdeleine, som hon fick med bryggmästaren i Norrköping, Jan Moayel då hon gifte sig för andra gången. Denna Magdeleine Moayel, halvsyster till Gilles de Flon (d.ä.) gifte sig med ännu en invandrad fransman Claude Rocquette, adlad Hägerstierna (nr. 652).